# Samundri
Samundri (Urdu سمندری) ist eine Stadt im Distrikt Faisalabad in der Provinz Punjab in Pakistan. Sie befindet sich südlich von Faisalabad.

## Geschichte
Samundri befand sich während der Regierungszeit von Sher Shah Suri auf einer wichtigen Handelsroute. Die heutige Stadt Samundri wurde 1887 gegründet.

## Bevölkerungsentwicklung
| Zensusjahr | Einwohnerzahl |
| ---------- | ------------- |
| 1972       | 13.642        |
| 1981       | 30.849        |
| 1998       | 54.908        |
| 2017       | 156.991       |

## Wirtschaft
Zuckerrohr und Weizen sind die Hauptanbaukulturen der Region, während Mais das am meisten gehandelte Gut auf dem lokalen Handelsmarkt ist. Der Anbau von Reis spielt aufgrund des Wassermangels nur eine Nebenrolle.

## Söhne und Töchter der Stadt
- Prithviraj Kapoor (1906–1972), Schauspieler

## Galerie

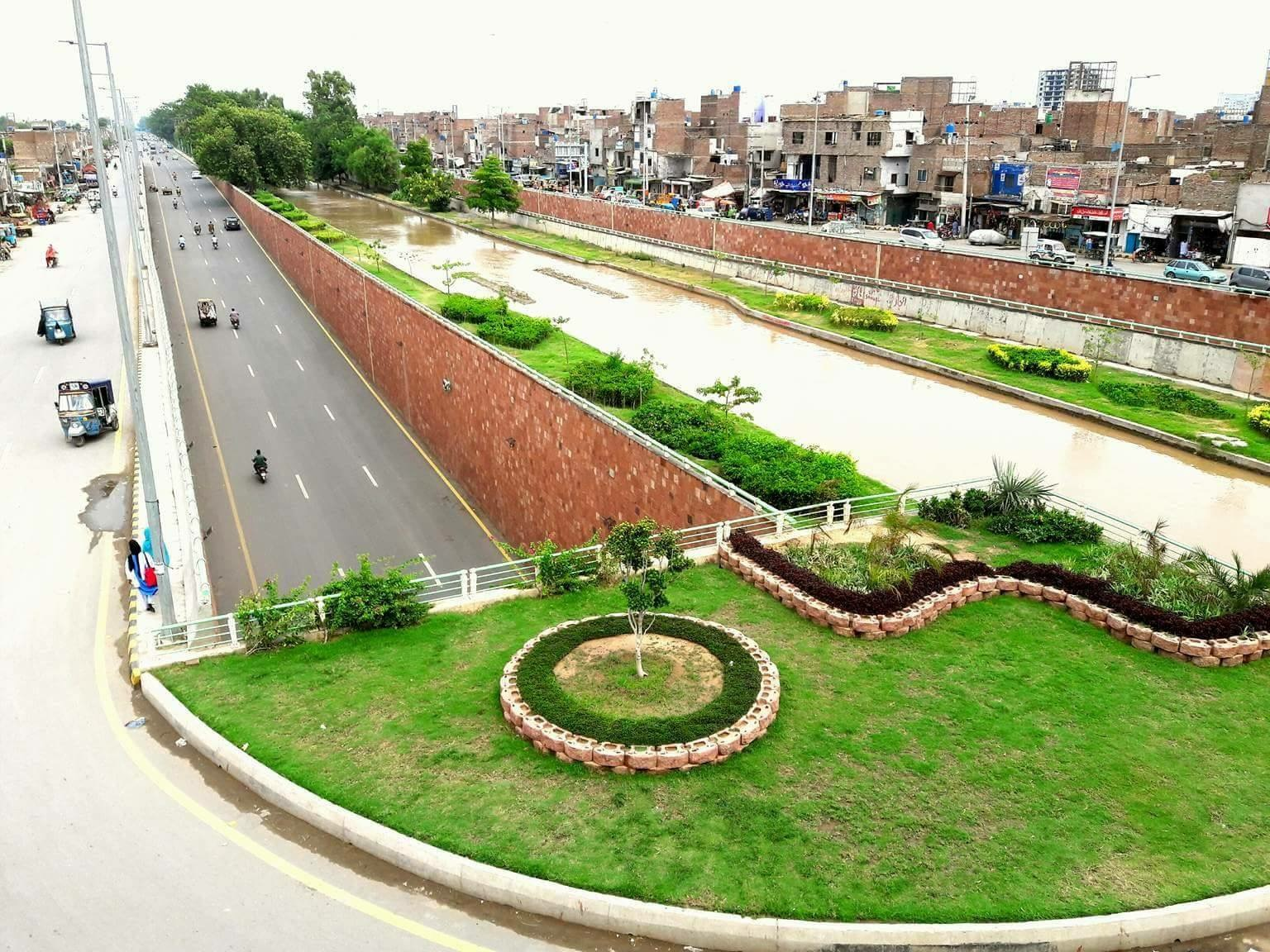